# Груневелдт, Виллем
Виллем Питер Груневелдт (нидерл. Willem Pieter Groeneveldt; 28 мая 1841, Горинхем — 18 августа 1915, Гаага) — нидерландский учёный-синолог и колониальный администратор, вице-президент Индийского совета.

## Биография
Родился в Горинхеме в 1841 году. Отец — Хендрик Груневелдт, мать — Бастианетта Марианна Адриана Констанция Яксон. В детстве переехал с родителями в Лейден, где посещал среднюю школу. Ещё в школе увлёкся китайским языком и в дальнейшем учился у известного востоковеда Иоганна Йозефа Гофмана, под руководством которого освоил также японский. В 20 лет вместе с ещё одним учеником Гофмана, Р. де Сент-Олером, опубликовал работу по китайскому курсиву и особенностям его использования в Японии, которая оставалась востребованной до самой смерти Груневелдта полвека спустя.
Вскоре после публикации книги Груневелдт как государственный служащий был направлен в Китай, где проработал переводчиком в Амое и Кантоне три года. Целью этого назначения было более глубокое ознакомление с разговорным языком в преддверии дальнейшей службы в Голландской Ост-Индии. В годы пребывания в Китае он начал более глубоко изучать местную историографию и восточную философию.
Прибыв в 1864 году в Батавию, Груневелдт был направлен в качестве переводчика в Понтианак на западном побережье Борнео, однако вскоре настолько хорошо зарекомендовал себя, что местный резидент препоручил ему многие административные обязанности. В частности, молодой служащий активно занимался упорядочением и каталогизацией архивов на китайском языке. В 1870 году он был переведён в Паданг, а в 1872 году временно назначен секретарём-переводчиком генерального консула Нидерландов в Пекине — должность, которую занимал два года.
За время пребывания в Пекине Груневелдт подготовил к изданию монографию «Записки о Малайком архипелаге и Малакке на основе китайских источников». В работе с материалами значительную помощь молодому синологу оказали доктор Бретшнейдер и архимандрит Палладий, предоставивший в его распоряжение обширную библиотеку русской миссии в Пекине. Работа Груневелдта содержала изложение источников с V по XVII века по Яве, Суматре, Борнео, островам к востоку от них и Малайскому полуострову, а также подробные комментарии по транскрипции ост-индских имён и топонимов в записи китайскими иероглифами. Ещё до возвращения в Голландскую Ост-Индию, в 1874 году в Шанхае, он также опубликовал статью с критическим разбором только что изданного «Силлабического словаря китайского языка» Уэллса Уильямса. В этой статье Груневелдт, демонстрировавший различия между устной речью (в том числе диалектного характера) и письменным языком и опровергавший неудачные этимологические построения Уильямса, проявил себя как уже состоявшийся учёный-языковед.
Вернувшись в Батавию, Груневелдт подготовил свои «Заметки о Малайском архипелаге» к печати, и в 1876 году книга увидела свет. Она получила широкое признание, и в 1887 году вышел её английский перевод, в который Груневелдт сам вносил поправки. Ещё до выхода монографии, в 1875 году, Груневелдт был назначен куратором археологической коллекции Батавского общества искусств и наук. В 1877 году он стал секретарём Батавского общества, а в 1889 году — его президентом, сохранив почётное членство в нём и после возвращения в метрополию. Сразу же после вступления в должность куратора Груневелдт начал работу над каталогом археологического собрания, которая продолжалась много лет — «Каталог археологической коллекции Батавского общества искусств и наук» в итоге был издан в 1887 году. Его соавтором стал филолог Ян Брандес, подготовивший раздел об эпиграфических надписях. Как и предыдущая книга Груневелдта, каталог был высоко оценён научным сообществом, в том числе как содержащий важную информацию об индуизме и буддизме на Яве.
В 1877 году Груневелдт был назначен референтом Департамента науки религии и промышленности, в 1881 году стал его секретарём, а в 1887 году — директором. В 1884 году он стал членом-корреспондентом Королевской академии наук Нидерландов. В 1889 году вошёл в состав Индийского совета, а в 1893 году занял в нём пост вице-президента, став фактически вторым человеком в Голландской Ост-Индии после генерал-губернатора.
В годы работы в Совете Индии Груневелдт дважды выполнял важные поручения генерал-губернатора. Первым из них стала в 1889 году поездка во Французский Индокитай с целью ознакомления с опытом производства опиума. В Голландской Ост-Индии это производство было крайне проблематичным, и в прессе его называли «величайшим бедствием Явы», что стало причиной командировки Груневелдта. Результатом поездки стал «Доклад об опиумной монополии во Французском Индокитае», изданный в Батавии в 1890 году и содержавший ряд рекомендаций по реформе производства опиума в нидерландских колониях. Эти рекомендации, переосмысливавшие французский опыт и приспосабливавшие его к условиям Голландской Ост-Индии, были в дальнейшем реализованы колониальными властями. Вторым заданием стала в 1892 году ревизия экономического положения иммигрантов из стран Востока (главным образом этнических китайцев), проживающих на Яве и Мадуре. Меморандум Груневелдта с рекомендациями по улучшению положения иммигрантов и политики государства по отношению к ним был затем разослан как циркуляр всем резидентам; тем не менее некоторые рекомендцации — по ликвидации системы этнических гетто и оптимизации приёма иммигрантов — не были воплощены до 1909 года.
В 1895 году Груневелдт был по собственной просьбе освобождён от государственной службы и впервые с 1861 года вернулся в Нидерланды. В 1896 году он был избран действительным членом Королевской академии наук, а Географическое общество Нидерландов избрало его президентом — пост, который учёный уже через два года оставил по состоянию здоровья. В 1891 году Груневелдт стал также членом Нидерландского литературного общества. На родине он продолжал выступать в качестве консультанта различных государственных учреждений, но основное внимание уделял научной работе. В Национальном архиве Нидерландов он собрал материал для новой масштабной публикации — «Нидерландцы в Китае». Эта работа вышла в 1898 году, но дальнейшие архивные исследования Груневелдта остались неоконченными из-за ухудшившегося состояния здоровья учёного. На протяжении многих лет, сохраняя ясность ума, он страдал от медленно прогрессировавшего паралича и скончался в августе 1915 года в возрасте 74 лет.